# Gianluca Pandeynuwu
Gianluca Claudio Pandeynuwu (sinh ngày 9 tháng 11 năm 1997) là một cầu thủ bóng đá người Indonesia hiện tại thi đấu cho PSPS Pekanbaru ở Liga 2 ở vị trí Thủ môn.

## Sự nghiệp

### Borneo FC
Anh ấy đã được ký kết cho Borneo F.C. để chơi ở giải Indonesia Soccer Championship A vào năm 2016. Pandeynuwu đã ra mắt đội một vào ngày 17 tháng 11 năm 2018 trong một trận đấu với Perseru Serui tại sân Marora, Yapen.

### PSPS Pekanbaru
Năm 2017, anh gia nhập PSPS Pekanbaru ở 2017 Liga 2 theo dạng cho mượn, và anh được triệu tập vào U-19 Indonesia.